# Unisport Bafang
Maillots
Actualités
L'Unisport Bafang ou Unisport FC du Haut-Nkam est un club camerounais de Football basé à Bafang (Haut-Nkam).

## Histoire
Le « Flambeau de l’Ouest », affectueusement surnommé « NTam Nkwae » (qui signifie « Jouer jusqu'à en mourir »), entame son cinquantenaire. Le club a été formé à la suite de la fusion de trois formations du département du Haut-Nkam, le Jupiter Fc, Union de la mission Catholique et le Tortue Fc, toutes trois basées à Bafang. Cependant, L'Unisport FC voit  officiellement le jour le 2 octobre 1959 sous la houlette d'Antoine Kouenkam ancien joueur de la première sélection dite nationale du Cameroun en 1950.
Les rouge et jaune commencent à cette époque à évoluer en 2e division. Une vingtaine de personnes se succèdent à la présidence de l'Unisport, dont René Ngaleumo ou encore Emmanuel Leubou, cadre à la cellule informatique de la direction du Trésor. Ce dernier est le 25e dirigeant en poste depuis 2008.
Le club a connu une quarantaine d’encadreurs techniques, une douzaine de secrétaires généraux et de nombreux directeurs administratifs et financiers.
Promu en division d’élite (première division, aujourd'hui « MTN Elite One ») en 1963, le club a été sacré champion du Cameroun en 1996.
Par ailleurs, l'Unisport a atteint la demi-finale de la Coupe du Cameroun en 1968, 1971, 1985, 1991, puis la finale en 2000, qu'il a perdu face au Kumbo Strikers Football Club (1-0) avant de remporter la compétition pour la première fois en 2012 face au New Stars Football Club.
L'Unisport Bafang parvient ces dernières années à terminer dans le haut du tableau du championnat camerounais : 4e en 2011, 5e en 2012 et 4e en 2013.
Au terme de la saison 2019, le club est relégué en Elite Two.

## Palmarès
- Championnat du Cameroun (1)
  - Champion : 1996
  - Vice-champion : 1993
- Coupe du Cameroun (1)
  - Vainqueur : 2012
  - Finaliste : 2000, 2005, 2011

## Anciens joueurs
- Alphonse Tchami
- Ande Dona Ndoh
- Bonaventure Djonkep
- Cyrille Makanaky
- Mimboé Tobie

## Anciens entraîneurs
- Serbie Sanisa Jovanic